# Eni
ENI S.p.A. este o companie petrolieră, cu sediul în Roma și cel mai mare concern din Italia. Considerat unul dintre supermajorii globali, are operațiuni în 79 de țări și este în prezent al 11-lea cel mai mare companie industrială, cu o capitalizare de piață de 68 de miliarde de euro, (90 de miliarde de dolari) la 14 august 2013.  Guvernul italian deține o cotă de 30,303% aur în companie, 3,934% deținute prin Trezoreria de stat și 26,369% deținute prin Cassa Depositi e Prestiti. Alte 2,012% din acțiuni sunt deținute de Banca Populară Chineză. Compania este o componentă a indicelui pieței de valori Euro Stoxx 50.
Denumirea "ENI" a fost inițial acronimul "Ente Nazionale Idrocarburi" (Autoritatea Națională pentru Hidrocarburi). Cu toate acestea, în anii de după înființare, a funcționat într-un număr mare de domenii, cum ar fi construcțiile, energia nucleară, energia, mineritul, substanțele chimice și materialele plastice, utilajele de rafinare / extracție și distribuție, industria ospitalității și chiar industria textilă și știrile.
Eni se situează în mod constant printre primele 100 de pe lista Fortune Global 500 pentru cele mai mari companii după venituri. În 2016, compania deține locul 65, o scădere cu 40 de poziții față de clasa 25 din anul precedent.
În ceea ce privește capitalizarea acțiunilor (valoarea de piață a acțiunilor), Eni este pe locul opt în comparație cu principalele companii care operează în același sector: Exxon, Shell, Chevron, Total, BP, ConocoPhillips, Equinor, Anadarko, Apache și Marathon Oil.